# Induno Olona
Induno Olona es una localidad y comune italiana de la provincia de Varese, región de Lombardía, con 10.340 habitantes.

## Evolución demográfica
| Gráfica de evolución demográfica de Induno Olona entre 1861 y 2001 |
|                                                                    |
| Fuente ISTAT - elaboración gráfica de Wikipedia                    |